# Wolfgang von Trips
Wolfgang Alexander Albert Eduard Maximilian Reichsgraf Berghe von Trips, född 4 maj 1928 i Köln, död 10 september 1961 i Monza i Italien, var en tysk racerförare.

## Racingkarriär
Wolfgang von Trips tävlade i formel 1 under senare hälften av 1950-talet och början av 1960-talet. Han körde huvudsakligen för Ferrari och han vann två lopp, Nederländernas Grand Prix 1961 och Storbritanniens Grand Prix 1961. von Trips omkom under Italiens Grand Prix 1961 men slutade tvåa i förarmästerskapet 1961 postumt.

## F1-karriär
| Säsong                | Stall/Tillverkare                             | Placering             | Lopp | Poäng | Etta | Tvåa | Trea | Pole | Varv |
| --------------------- | --------------------------------------------- | --------------------- | ---- | ----- | ---- | ---- | ---- | ---- | ---- |
| 1956                  | Ferrari                                       | -                     | 1    |       |      |      |      |      |      |
| 1957                  | Ferrari                                       | 13                    | 3    | 4     |      |      | 1    |      |      |
| 1958                  | Ferrari                                       | 11                    | 6    | 9     |      |      | 1    |      |      |
| 1959                  | Porsche Ferrari                               | -                     | 2 1  |       |      |      |      |      |      |
| 1960                  | Ferrari Scuderia Centro Sud (Cooper-Maserati) | 7                     | 8 1  | 10    |      |      |      |      |      |
| 1961                  | Ferrari                                       | 2                     | 7    | 33    | 2    | 2    |      | 1    |      |
| Sammanlagt 6 säsonger | Sammanlagt 6 säsonger                         | Sammanlagt 6 säsonger | 29   | 56    | 2    | 2    | 2    | 1    | 0    |

| 1. Nederländerna 1961 2. Storbritannien 1961 | 1. Belgien 1961 2. Tyskland 1961 | 1. Italien 1957 2. Frankrike 1958 |

### Pole position i F1-lopp
1. Italien 1961